# Thomas Perronet Thompson
Thomas Perronet Thompson (1783–1869) foi um parlamentar britânico, governador de Serra Leoa e reformador radical.
Thompson nasceu em Kingston upon Hull, em 1783. Ele era filho de Thomas Thompson, um banqueiro de Hull e sua esposa, Philothea Perronet Briggs. O Perronet nome era do avô de sua mãe, Vincent Perronet, vigário de Shoreham e amigo de John Wesley e seu irmão Charles Wesley. Ele foi educado em Hull Grammar School. Ele se formou em Queens' College (Cambridge), em 1802. A partir de 1803, Thompson serviu como aspirante na Marinha Real Britânica, a mudança para o exército britânico (como tenente) em 1806. Thompson se tornou governador de Serra Leoa entre agosto de 1808 e junho 1810, em parte devido à sua amizade com William Wilberforce. Ele foi chamado de volta a partir do trabalho depois de reclamar sobre o sistema pelo qual "libertou" os escravos que eram obrigatoriamente "aprendizes" de 14 anos em Serra Leoa. Ele escreveu que Wilberforce e a empresa da Serra Leoa tinham "por meio de seus agentes tornaram-se comerciantes de escravos a si mesmos". Ele ameaçou expor esta situação, por isso ele foi demitido, com Wilberforce concordando com a demissão.
Como um reformista radical, Thompson escreveu a "Verdadeira Teoria do Aluguel" e "Um Catecismo sobre as Corn Laws". Ele também foi co-proprietário do Westminster Review por um tempo. Ele escreveu vários artigos na revista de apoio ao sufrágio universal. Thompson representou  Kingston upon Hull na Câmara dos Comuns entre 1835-1837 e foi eleito para representar Bradford em 1847.